# Datisca
Datisca er en lille slægt med 2 arter, der er udbredt i Mellemøsten, Kaukasus, Centralasien og på det Indiske subkontinent samt i Europa (Kreta). Det er hårløse, flerårige urter med spredtstillede blade, der er uligefinnede og har tandet rand. Blomsterne er samlet i endestillede stande med særbo blomster. Kronbladene mangler, og blomsternes opbygning domineres af, om de er hanlige, hunlige eller tvekønnede. frugterne er læderagtige kapsler med mange frø.
| Arter |

- Datisca cannabina
- Datisca glomerata